# Børn af dagen
Børn af dagen er en dansk kortfilm fra 2013, der er instrueret af Amir Rezazadeh.

## Handling
En dag, da den ellers kosmopolitisk og humanistiske lærer Kasper kommer ind i klasseværelset for at undervise sine elever, ser han til sin overraskelse, at nogen har skrevet på tavlen; "Vi vil ikke have jødiske elever på vores skole". Hvem har skrevet denne modbydelige sætning? Kasper bliver oprørt og griber straks til Søren Kierkegaards citat: "Man skaber ikke sig selv, men man vælger sig selv", og det bliver en skæbnesvanger dag for eleven Amir.